# Geertruida Cornelia
De Geertruida Cornelia is een ronde stenen grondzeiler in het dorp Gorssel, Gelderland.

## Geschiedenis
De vergunning om de molen te bouwen werd in 1893 aangevraagd, maar de bouw werd door het overlijden van de aanvrager pas in 1895 voltooid. Naast de molen kwam in 1896 ook een machinale maalinrichting, aangedreven door een petroleummotor van acht paardenkrachten. De motor werd in 1921 vervangen door een dieselmotor. De windmolen kwam in 1935 door een roedebreuk tot stilstand. Beide roeden werden verwijderd: één roede zit (verzaagd tot balken) nog steeds bij een buurman in de schuur, de andere roede is in het Nederlands Openlucht Museum in Arnhem terechtgekomen. De motormaalderij nam het werk van de windmolen over tot 1972.
In 1999 werd het gehele molencomplex met molenaarswoning en maalderij gerestaureerd. In 2000 werd de molen officieel geopend.

## Constructie
- Romp: ronde stenen molen
- Kap: gedekt met riet
- Vlucht: 21,80 m.
- Wieken: twee stalen roeden
- Kruiwerk: Engels met 30 rollen
- Vang: Vlaamse vang
- Inrichting: 2 koppels maalstenen